# Lill-Kolatjärnen
Lill-Kolatjärnen är en sjö i Älvdalens kommun i Dalarna och ingår i Dalälvens huvudavrinningsområde.